# Castell de Castellonet de la Conquesta
El Castell de Castellonet de la Conquesta era una fortalesa situada al  terme  valencià del  mateix nom. La seva única resta actual és un arc situat entre dos habitatges de la part baixa del poble, al costat del safareig municipal. Aquest arc, conegut com a Porta Albacar és bé d'interès cultural.

## Descripció
A inicis del segle xxi queda molt poc d'aquesta fortificació, que tingué tant simbolisme local que forma partedel seu nom. És possible que algunes parts del Palau dels Marquesos d'Almunia foren antics elements del castell. En els  anys cinquanta del segle XX l'arc va ser desmuntat i reconstruït peça a peça, ampliant el seu ample per possibilitar el pas de  vehicles de motor.

## Història
Castellonet de la Conquesta és de fundació cristiana. El castell es presumeix construït en els segles xv o  XVI. El castell ha tingut diversos propietaris, com els Boix o els Santa Fe, acabant en mans dels marquesos de Vellisca.